# Lissie
Lissie, pseudonimo di Elisabeth Corrin Maurus (Rock Island, 21 novembre 1982), è una cantautrice statunitense.

## Biografia
Lissie è nata e cresciuta a Rock Island, nell'Illinois. Ha mostrato interesse per la musica sin da bambina, recitando come protagonista nel musical Annie alla sola età di nove anni. "Alle scuole superiori mi è parso che tutti abbiano passato i peggiori momenti della loro vita. In quel periodo ho usato la musica per star bene", ha affermato la cantante in un'intervista. Ha studiato per due anni all'università in Colorado. Ha poi collaborato con DJ Harry per la produzione di una canzone intitolata All My Life, che è stata riprodotta nelle serie televisive Dr. House - Medical Division, The O.C., Veronica Mars e Wildfire. Dopo aver passato un semestre a Parigi, ha terminato gli studi per iniziare la sua carriera nel mondo della musica. Ha pubblicato un EP intitolato Lissie nel 2007 contenente quattro brani musicali.
Il suo secondo EP, Why You Runnin', è stato prodotto da Bill Reynolds e pubblicato nel novembre 2009 dall'etichetta discografica Fat Possum Records. L'EP è stato inserito nella lista degli otto debutti musicali più beneauguranti del 2009 della rivista Paste.
Lissie ha firmato un contratto discografico coi Columbia Records. Il suo album di debutto, Catching a Tiger, è stato pubblicato il 21 giugno 2010. L'album è stato registrato Nashville, in Tennessee, nel 2009, ed è stato prodotto da Jacquire King. Il suo primo singolo, In Sleep, è stato pubblicato il 13 marzo 2010, ma non è entrato in nessuna classifica. È solo col secondo singolo, When I'm Alone, pubblicato lo stesso giorno dell'album, che ha ottenuto successo: è entrato in classifica nel Regno Unito, in Germania e in Svizzera. Il terzo singolo, Cuckoo, ha come lato B una cover della canzone Bad Romance di Lady Gaga.
Il 5 novembre 2012 esce il nuovo album di Robbie Williams, intitolato Take the Crown, che contiene la canzone Losers, cantata in coppia con Lissie. Nello stesso anno, partecipa anche ai cori di un'altra canzone, dello stesso album,dal titolo Gospel.
Nell'aprile 2013 pubblica Shameless, primo singolo estratto dal suo secondo album in studio Back to Forever, che viene pubblicato nell'ottobre dello stesso anno. Il disco, prodotto da Jacknife Lee, raggiunge la posizione n° 16 della Official Albums Chart.
Nel febbraio 2016, anticipato di un paio di mesi dal singolo promozionale Hero, è uscito il suo terzo album in studio My Wild West.
Partecipa al 14º episodio della terza stagione di Twin Peaks con il brano Wild West.

## Discografia

### Album
- 2010 – Catching a Tiger (Columbia)
- 2013 – Back to Forever (Fat Possum Records/Columbia)
- 2016 – My Wild West (Lionboy & Thirty Tigers/Cooking Vinyl)
- 2018 – Castles
- 2022 – Carving Canyons

### EP
- 2007 – Lissie (ripubblicato nel 2013)
- 2009 – Why You Runnin'
- 2011 – Covered Up With Flowers
- 2013 – Love in the City
- 2014 – Cryin' to You

### Singoli
- 2010 – In Sleep
- 2010 – When I'm Alone
- 2010 – Cuckoo
- 2010 – Everywhere I Go
- 2012 – Go Your Own Way
- 2013 – Shameless
- 2013 – Further Away (Romance Police)
- 2013 – Sleepwalking
- 2015 – Don't You Give Up On Me